# 바쿠-트빌리시-제이한 파이프라인

바쿠-트빌리시-세이한 파이프라인 위치

바쿠-트빌리시-제이한 파이프라인(영어: Baku–Tbilisi–Ceyhan pipeline) 또는 BTC 파이프라인(BTC pipeline)은 카스피해의 아제리-시락-구냐슐리 유전에서 지중해까지 1,768km(1,099mi) 길이의 원유 파이프라인이다. 아제르바이잔의 수도인 바쿠와 튀르키예 남동부 지중해 연안의 항구인 제이한을 조지아의 수도인 트빌리시를 거쳐 연결한다. 구소련에서 드루즈바 파이프라인 다음으로 두 번째로 긴 송유관이다. 파이프라인의 바쿠 끝에서 퍼낸 최초의 석유는 2006년 5월 28일 제이한에 도착했다.

## 역사

### 계획
카스피해는 세계에서 가장 큰 석유와 가스전 중 하나 위에 있다. 바다가 육지로 막혀 있어 석유를 서양 시장으로 운송하는 일이 복잡하다. 소련 시절에는 카스피 지역에서 출발하는 모든 교통로가 러시아를 경유했다. 소련의 붕괴는 새로운 경로를 찾는 데 영감을 주었다. 러시아는 먼저 새로운 파이프라인이 자국 영토를 통과해야 한다고 주장했고, 그 후 참여를 거부했다.
1992년 봄 튀르키예 총리 쉴레이만 데미렐는 아제르바이잔 등 중앙아시아 국가들에게 파이프라인이 튀르키예를 관통할 것을 제안했다. 바쿠-트빌리시-세이한 파이프라인 건설에 대한 첫 번째 문서는 1993년 3월 9일 앙카라에서 아제르바이잔과 튀르키예 사이에 체결되었다. 튀르키예 노선은 아제르바이잔에서 나오는 파이프라인이 조지아나 아르메니아를 경유한다는 것을 의미했지만 아르메니아와 아제르바이잔이 나고르노카라바흐의 지위를 놓고 벌이는 미해결 전쟁으로 인해 아르메니아를 경유하는 노선은 정치적으로 불가능했다. 이로 인해 아제르바이잔-조지아-튀르키예 노선은 다른 노선보다 더 길고 건설 비용이 많이 들었다.
이 프로젝트는 1998년 10월 29일 아제르바이잔의 게이다르 알리예프 대통령, 조지아의 예두아르트 셰바르드나제 대통령, 카자흐스탄의 누르술탄 나자르바예프 대통령, 튀르키예의 쉴레이만 데미렐 대통령, 우즈베키스탄의 이슬람 카리모프 대통령이 채택한 앙카라 선언 이후 탄력을 받게 되었다. 이 선언은 빌 리처드슨 미국의 에너지장관이 송유관에 대해 강력한 지지를 표명하는 것을 목격했다. 파이프라인 지원을 위한 정부 간 협정은 1999년 11월 18일 튀르키예 이스탄불에서 열린 유럽 안보 협력 기구(OSCE) 회의에서 아제르바이잔, 조지아, 튀르키예가 서명했다.

## 같이 보기
- 네덜란드병
- 아제르바이잔의 경제
- 아제르바이잔의 대외 관계
- 튀르키예의 대외 관계